# Loann Goujon
Pour les articles homonymes, voir Goujon.
Pas d'image ? Cliquez ici

a Compétitions nationales et continentales officielles uniquement.

b Matchs officiels uniquement.
Dernière mise à jour le 17 juillet 2025.
Loann Goujon, né le 23 avril 1989 à Albertville ou Combronde (France), est un joueur international français de rugby à XV évoluant aux postes de troisième ligne centre, troisième ligne aile et deuxième ligne.
Formé tout d'abord au RC Combronde puis au RC Vichy, il rejoint le centre de formation de l'ASM Clermont Auvergne et fait ensuite ses débuts professionnels avec ce club. Parti gagner du temps de jeu au Stade rochelais, il connaît sa première sélection en équipe de France en 2015 avant de rejoindre l'Union Bordeaux Bègles la même année. Trois ans plus tard, il rejoint le Lyon OU avec qui il remporte le Challenge européen en 2022. Ayant pris sa retraite sportive à l'issue de la saison 2023-2024, il rechausse les crampons au niveau amateur dans son premier club formateur du RC Combronde à partir de la saison 2025-2026.

## Biographie
Loann Goujon naît le 23 avril 1989 à Albertville ou Combronde selon les sources. À l'âge de 14 ans, il commence la pratique du rugby à XV au sein du RC Combronde. Deux ans plus tard, il joue une saison au RC Vichy et signe ensuite à l'ASM Clermont en 2006, intégrant par la suite le centre de formation du club.
En début d'année 2009, il est sélectionné en équipe de France des moins de 20 ans et prend part au Tournoi des Six Nations qu'il remporte. Au mois de mai, il dispute la finale du Championnat de France espoirs avec son club mais ils sont défaits par les Brivistes qui s'imposent grâce à un plus grand nombre d'essais marqués malgré un score de parité 19 partout. En fin de saison, il participe au Championnat du monde junior,.
Lors de la saison 2009-2010, il est notamment sacré champion de France espoirs en étant titulaire en finale contre le SU Agen. L'année suivante, toujours en tant que titulaire, son club réussit le doublé en s'imposant 26 à 19 contre le RC Toulon.
Après avoir fait ses débuts en professionnel en Top 14 durant la saison 2011-2012 avec l'ASM Clermont, Loann Goujon est prêté au Stade rochelais pour la saison 2012-2013 de Pro D2, à la suite de laquelle, il s'engage pour une durée de deux années supplémentaires avec le club de La Rochelle.
En février 2015, après avoir réalisé de bonnes performances avec son club du Stade rochelais, il est appelé par Philippe Saint-André pour disputer le Tournoi des Six Nations avec le XV de France. Il entre en toute fin du premier match de la compétition, contre l'Écosse, et célèbre ainsi sa première sélection. Il joue finalement tous les matchs du Tournoi, où la France finit à la 4e place. Il termine la compétition titulaire, à la place de Damien Chouly, et aux côtés de Thierry Dusautoir et Bernard Le Roux.
Présent dans la pré-liste destinée à préparer la Coupe du monde 2015, il n'est finalement pas retenu pour disputer la compétition.
À partir de la saison 2015-2016, Loann Goujon quitte le Stade rochelais pour s'engager avec l'Union Bordeaux Bègles. Durant son passage à l'Union Bordeaux Bègles, il continue d'être régulièrement convoqué en équipe de France par le nouveau sélectionneur Guy Novès.
Lors de l'intersaison 2018, il change de club et rejoint le Lyon OU. L'année suivante, il intègre l'EM Lyon Business School. Au mois de mai 2022, en tant que remplaçant, il remporte le Challenge européen avec son club du Lyon OU lors d'une victoire 30 à 12 contre le RC Toulon.
Par la suite, il annonce prendre sa retraite du rugby à XV professionnel à l'issue de la saison 2023-2024. Il effectue son jubilé au stade des Lignières à Combronde en octobre 2024.
Finalement, pour la saison 2025-2026, il annonce reprendre les crampons pour jouer avec son premier club formateur, le RC Combronde, en Régionale 2,.

## Statistiques en équipe nationale
Loann Goujon compte 17 sélections dont huit en tant que titulaire, de sa première sélection le 7 février 2015 au stade de France face à l'Écosse à sa dernière le 24 juin 2017 contre l'Afrique du Sud.
Il participe à trois éditions du Tournoi des Six Nations, en 2015, 2016 et 2017. 
| Essai | Adversaire | Lieu                             | Stade                        | Compétition | Date         | Résultat |
| ----- | ---------- | -------------------------------- | ---------------------------- | ----------- | ------------ | -------- |
| 1     | Argentine  | San Miguel de Tucumán, Argentine | Stade Monumental José Fierro | Test match  | 25 juin 2016 | 0-27     |

## Palmarès

### En club
- Finaliste du Championnat de France espoirs en 2009 avec l'ASM Clermont.
- Vainqueur du Championnat de France espoirs en 2010 et 2011 avec l'ASM Clermont.
- Vainqueur du Challenge européen en 2022 avec le Lyon OU.

### En équipe nationale
- Vainqueur du Tournoi des Six Nations des moins de 20 ans en 2009 avec l'équipe de France des moins de 20 ans.